# Platyplectrus aligheri
Platyplectrus aligheri är en stekelart som först beskrevs av Girault 1927.  Platyplectrus aligheri ingår i släktet Platyplectrus och familjen finglanssteklar. Inga underarter finns listade i Catalogue of Life.